# Clark Spencer
Pour les articles homonymes, voir Spencer.
Clark Spencer (né le 6 avril 1963 à Seattle) est un producteur de cinéma américain et personnalité des affaires.

## Biographie
Né à Seattle, il fait ses études à Portland en Oregon, et il est diplômé de l'Université d'Harvard en 1985. Il travaille à Wall Street pendant trois ans, puis il rejoint Walt Disney Feature Animation en 1993 en tant que directeur du planning, avant de devenir vice directeur de la finance et des opérations. Il va ensuite dans la division animation en Floride où il prend la direction du studio, avant de devenir producteur de Lilo et Stitch. Par la suite il a aussi produit Volt, star malgré lui (Bolt), Winnie l'ourson, Les Mondes de Ralph (Wreck-It Ralph), et Zootopie.

## Filmographie
- 2002 Lilo et Stitch
- 2007 Meet the Robinsons
- 2008 Volt, star malgré lui (Bolt)
- 2009 102 Dalmatiens
- 2009 Super Rhino
- 2009 Let It Begin
- 2010 Raiponce (Tangled)
- 2011 Winnie l'ourson
- 2012 Les Mondes de Ralph (Wreck-It Ralph)
- 2016 Zootopie
- 2018 Ralph Breaks the Internet: Wreck-It Ralph 2

## Distinctions
- 2013 : Meilleur film d'animation pour Les Mondes de Ralph à la 24e cérémonie des Producers Guild of America Awards
- 2017 : Oscar du meilleur film d'animation pour Zootopie[2] (avec Byron Howard et Rich Moore)